# Favorinus auritulus
Favorinus auritulus är en snäckart som beskrevs av Er. Marcus 1955. Favorinus auritulus ingår i släktet Favorinus och familjen Facelinidae. Inga underarter finns listade i Catalogue of Life.